# 일본국 헌법 제98조
일본국 헌법 제98조(일본어: 日本国憲法第98条)은 일본국 헌법 제10장 "최고 법규"의 조문 중 하나이다. 일본국 헌법의 최고 법규로서의 성질, 조약 및 국제법의 준수에 대해 규정하고 있다.

## 조문
일본국 헌법 제98조
① 이 헌법은 국가의 최고 법규이며, 그 규정에 반하는 법률, 명령, 조칙 및 국무에 관한 그 외 행위의 전부 또는 일부는 그 효력을 가지지 아니한다.
② 일본국이 체결한 조약 및 확립된 국제 법규는 이를 성실히 준수함을 필요로 한다.

## 해설
제1항에서는 일본국 헌법이 다른 법률, 명령, 조칙 등에 우선하는 국가의 최고 법규이며, 헌법에 반하는 하위 법령은 이를 제정할 수 없도록 하였다. 제2항에서는 일본이 다른 나라와 체결한 조약과 국제법의 이행 의무를 규정하고 있다.